# Henri Martin
Henri Martin (San Quintino, 20 febbraio 1810 – Passy, 14 dicembre 1883) è stato uno storico, scrittore e politico francese.

## Biografia
Avendo studiato da notaio, intraprese tale professione per un certo periodo, dedicandosi per passatempo alla scrittura di romanzi, ma in seguito al successo del suo Wolfthurm (1830) decise di consacrarsi allo studio della storia francese.
Associandosi a Paul Lacroix (il «Bibliofilo Jacob»), concepì con questi una storia di Francia, raccolta di estratti dei principali cronisti e storici, e destinata a colmare i vuoti per i periodi mancanti. Il successo del primo volume, uscito nel 1833, incoraggiò l'autore, e il risultato fu l'Histoire de France in quindici volumi (1833-1836). In seguito rivista ed ampliata (4ª edizione, 16 volumi più un indice, 1861-1865), valse al suo autore nel 1856 il primo premio dell'Académie française, e nel 1869 il premio biennale di 20 000 franchi dall'Institut de France. Nel 1867 fu data alle stampe una versione ridotta in sette volumi dedicata al grande pubblico. Con la continuazione, la Histoire de France depuis 1789 jusqu'à nos jours (8 volumi, 1878-1883), diede alla Francia uno studio storico completo, in grado di rimpiazzare la  Histoire des Français di Simonde de Sismondi.
L'opera di Martin non è esente da difetti: le descrizioni dei Galli si fondano più sulla leggenda che sulla storia, e, sotto questo aspetto, subiva troppo l'influenza di Jean Reynaud e della sua filosofia cosmogonica. In ogni modo fornì un grande stimolo allo studio dei Celti e all'antropologia. La sua conoscenza del Medioevo soffre di lacune, e le sue critiche non sempre sono pertinenti.

Libero pensatore repubblicano, si lascia sovente guidare dai pregiudizi riguardo alla politica e alla storia religiosa dell'Ancien Régime. Porta con sé l'idea di associare costantemente le principali fasi della storia di Francia ad un eroe avvolto dal mito: Vercingetorige, Giovanna d'Arco, ecc. Gli ultimi sei volumi, dedicati ai secoli XVII e XVIII, sono giudicati superiori ai precedenti.
Tra le opere minori: De la France, de son génie et de ses destinées (1847), Daniel Manin (1860), La Russie et l'Europe (1866), Études d'archéologie celtique (1872), Les Napoléon et les frontières de la France (1874).

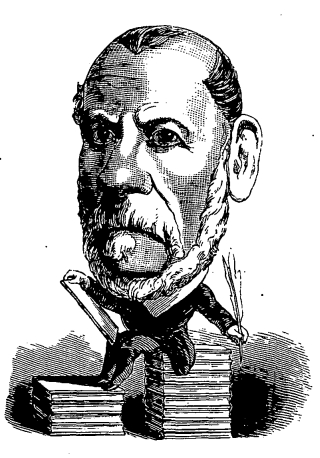
Caricatura apparsa su
Le Trombinoscope
di Touchatout nel 1873

Nel 1848 Lazare Hippolyte Carnot, ministro temporaneo dell'Istruzione pubblica, affidò ad Henri Martin l'insegnamento di storia moderna alla Sorbona, incarico ricoperto per circa sei mesi.
Redattore capo a Le Siècle, Martin fu sindaco del XVI arrondissement di Parigi nel 1870, poi dal 1880 al 1883, e fu eletto al Parlamento francese nel 1871. Entrò all'Académie des sciences morales et politiques nel 1871, e all'Académie française 13 giugno 1878. Senatore rappresentante dell'Aisne nel 1876,  non lasciò grande ricordo di sé come uomo politico. Sostenne nondimeno il progetto di legge votato dalla Camera per proclamare il 14 luglio giorno di festa nazionale, e pronunciò a tal proposito un discorso davanti al Senato il 29 giugno 1880.
Massone, con William Henry Waddington nel 1879 presentò Paul Doumer all'iniziazione nella loggia parigina Union fraternelle, appartenente al Grande Oriente di Francia.  
Morì a Parigi il 14 dicembre 1883
Una via di Parigi del XVI arrondissement porta il suo nome, e così un liceo di Saint-Quentin, sua città Natale.

## Opere
- Wolfthurm (1830)
- La Vieille Fronde (1832)
- Minuit et midi (1832), ripubblicato nel 1855 col titolo Tancrède de Rohan,  Librairie de L. Hachette et Cie, in-12, 207 pagine
- Le Libelliste (1833)
- Histoire de France (con Paul Lacroix) (1833-1836)
- Histoire de la ville de Soissons (1837)
- De la France, de son génie et de ses destinées (1847)
- La monarchie au XVIIe siécle (1848)
- Daniel Manin (1859)
- L'Unité italienne et la France (1861)
- Jean Reynaud. Pologne et Moscovie (1863)
- Le 24 février (1864)
- Vercingétorix (1865)
- La Séparation de l'Église et de l'État (1865)
- La Russie et l'Europe (1866)
- Dieu dans l'histoire (1867)
- Histoire de France populaire (1867-1875)
- Études d'archéologie celtique (1871)
- Les Napoléon et les frontières de France (1874)
- Histoire de France depuis 1789 jusqu'à nos jours (1878-1885)